# Comuna Furculești, Teleorman
Furculești este o comună în județul Teleorman, Muntenia, România, formată din satele Furculești (reședința), Moșteni, Spătărei și Voievoda.

## Toponimie
Numele comunei Furculești provine de la numele unui Furcă, un strămoș al familiei care deținea moșia cu satul la începutul secolului al XX-lea.

## Demografie
Componența etnică a comunei Furculești
     Români (73,31%)
     Romi (12,8%)
     Alte etnii (0%)
     Necunoscută (13,89%)
Componența confesională a comunei Furculești
     Ortodocși (83,16%)
     Adventiști (2,02%)
     Alte religii (0,21%)
     Necunoscută (14,61%)
Conform recensământului efectuat în 2021, populația comunei Furculești se ridică la 2.915 locuitori, în scădere față de recensământul anterior din 2011, când fuseseră înregistrați 3.063 de locuitori. Majoritatea locuitorilor sunt români (73,31%), cu o minoritate de romi (12,8%), iar pentru 13,89% nu se cunoaște apartenența etnică. Din punct de vedere confesional, majoritatea locuitorilor sunt ortodocși (83,16%), cu o minoritate de adventiști (2,02%), iar pentru 14,61% nu se cunoaște apartenența confesională.

## Istorie
La sfârșitul secolului al XIX-lea, comuna făcea parte din plasa Marginea a județului Teleorman și era alcătuită din satele Furculești și Moșteni, cu o populație de 1330 de locuitori. În comună funcționau trei biserici. La acea vreme, pe teritoriul actual al comunei funcționau și comunele Spătărei (în aceiași plasă) și Voievoda (în plasa Călmățuiul-Marginea, din același județ). Comuna Spătărei era alcătuită din satele Comișanca, Spătărei și Ulmeni, cu o populație de 1557 de locuitori. În comună exista o școală mixtă și două biserici. Comuna Voievoda era alcătuită doar din satul de reședință cu același nume, având o populație de 855 de locuitori. În comună funcționa o școală mixtă, o biserică și două mori.
Anuarul Socec din 1925 consemnează toate cele trei comune în plasa Alexandria a aceluiași județ, Comuna Furculești avea o populație de 1840 de locuitori, păstrându-și componența. Comuna Voievoda avea o populație de 1178 de locuitori, în aceiași structură, iar comuna Spătărei avea o populație de 2600 de locuitori, în satele Spătărei și Ulmeni. În anul 1931, comuna Spătărei avea în componența sa, doar satul de reședință cu același nume.
În anul 1950, comunele au trecut în administrația raionului Zimnicea al regiunii Teleorman, raion care, doi ani mai târziu, a fost inclus în regiunea București.
În anul 1968, comuna a trecut la județul Teleorman, în componența actuală. Tot atunci, comunele Spătărei și Voievoda au fost desființate, iar satele ei au trecut la comuna Furculești.

## Politică și administrație
Comuna Furculești este administrată de un primar și un consiliu local compus din 13 consilieri. Primarul, Ginel-Florin Pană[*], de la Partidul Social Democrat, este în funcție din 2016. Începând cu alegerile locale din 2024, consiliul local are următoarea componență pe partide politice:
|  | Partid                          | Consilieri | Componența Consiliului | Componența Consiliului | Componența Consiliului | Componența Consiliului | Componența Consiliului | Componența Consiliului |
|  | ------------------------------- | ---------- | ---------------------- | ---------------------- | ---------------------- | ---------------------- | ---------------------- | ---------------------- |
|  | Partidul Național Liberal       | 6          |                        |                        |                        |                        |                        |                        |
|  | Partidul Social Democrat        | 6          |                        |                        |                        |                        |                        |                        |
|  | Alianța pentru Unirea Românilor | 1          |                        |                        |                        |                        |                        |                        |